# Sườn miếng

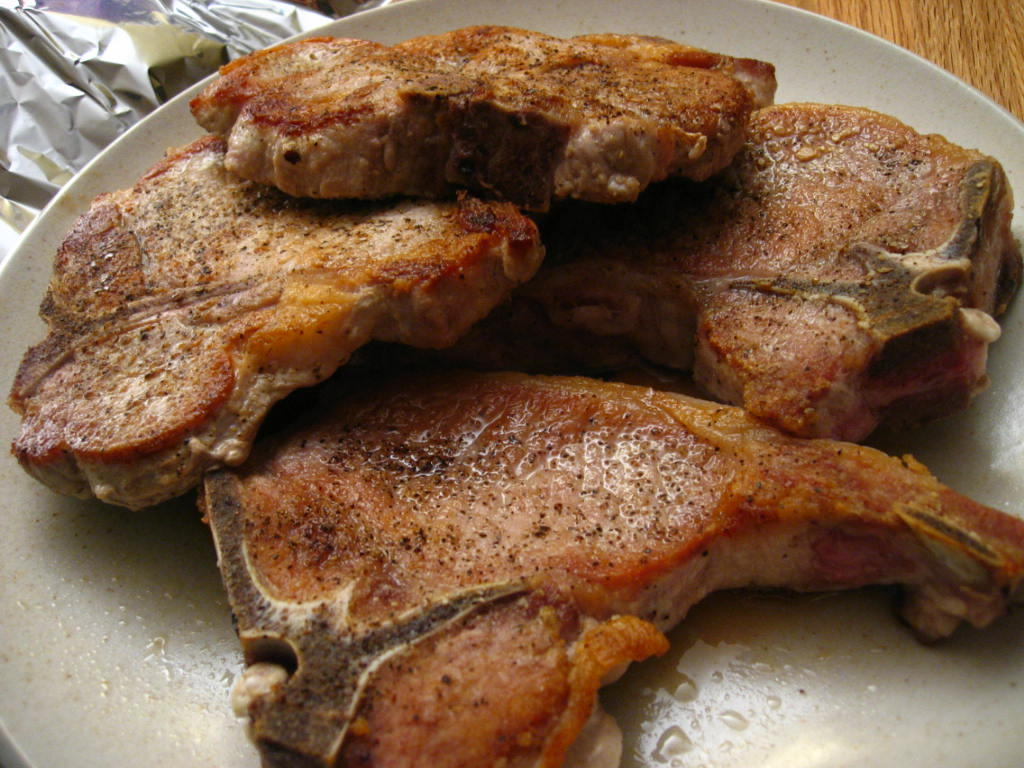
Một dĩa sườn chiên

Sườn miếng (Meat chop) là một miếng thịt được cắt vuông góc với cột sống hoặc từng khoảnh sườn và thường chứa một phần xương sườn hoặc xương sườn của một đốt sống để phục vụ như một phần ăn riêng (một miếng sườn). Các loại sườn thịt phổ biến nhất là sườn thịt lợn (sườn lợn) và thịt cừu (sườn trừu). Một miếng xương không xương mỏng, hoặc một miếng chỉ có xương sườn, có thể được gọi là sườn cốt lết, mặc dù sự khác biệt này không phải lúc nào cũng rõ ràng. Thuật ngữ miếng ("chop") thường không được sử dụng cho thịt bò, nhưng sườn chữ T về cơ bản là thịt thăn và sườn nướng của miếng bít tết sườn.

## Chặt lọc
Sường miếng thường được cắt ra từ thịt lợn, thịt cừu, thịt bê hoặc thịt cừu non, nhưng cũng có thể từ thịt thú săn như thịt nai. Chúng được cắt vuông góc với cột sống, và thường bao gồm một xương sườn và một phần của cột sống. Chúng thường được cắt từ dày khoảng từ 10–50 mm. Tại các thị trường Hoa Kỳ, sườn lợn được phân loại là "miếng cắt chính giữa" (center-cut) hoặc "nạc vai". Sườn cừu được phân loại là sườn vai, xương sườn, thăn thịt, và sườn hoặc thịt thăn. Sườn miếng sẽ hẹp hơn, béo hơn và ngon hơn, trong khi sườn thăn rộng hơn, to bè hơn và có độ nạc hơn. Sườn cừu đôi khi được cắt bằng một mảnh thịt kèm theo. Miếng sườn có thể được cắt bằng cách tách xương sườn bằng dao và sau đó cắt cột sống bằng cưa sắt hoặc dao chặt; hoặc bằng cách cưa vuông góc với cột sống bằng cưa băng, cắt ngang một số xương sườn theo đường chéo.
Đối với thịt heo, Sườn miếng còn gọi là Sườn cốt-lết (Pork chop) là phần thịt cốt-lết còn gắn với một đoạn xương sườn-thịt dắt xương (meat on the bone). Phần thịt này hay được tẩm ướp để làm các món nướng, chiên, áp chảo. Cốt lết heo là phần thịt gần thịt lưng (thịt thăn) gắn vào xương sườn của con heo, tên gọi cốt lết (hoặc sườn cốt lết) là do phát âm trại ra từ chữ tiếng Pháp là Cotelette. Đây là phần thịt được chặt vuông góc với xương sống của heo, thường có xương sườn hoặc một phần của đốt sống heo. Sườn cốt lết thường có độ dày 1,5–5 cm. Một số cửa hàng thịt lọc riêng khúc thịt này (sườn rút xương), miếng thịt hay được cắt kèm với phần đầu xương sườn, nó cũng khá nạc và cũng được gọi là thịt thăn, phần thịt này cũng hay được sử dụng để làm ruốc hoặc rim mặn.

## Ẩm thực

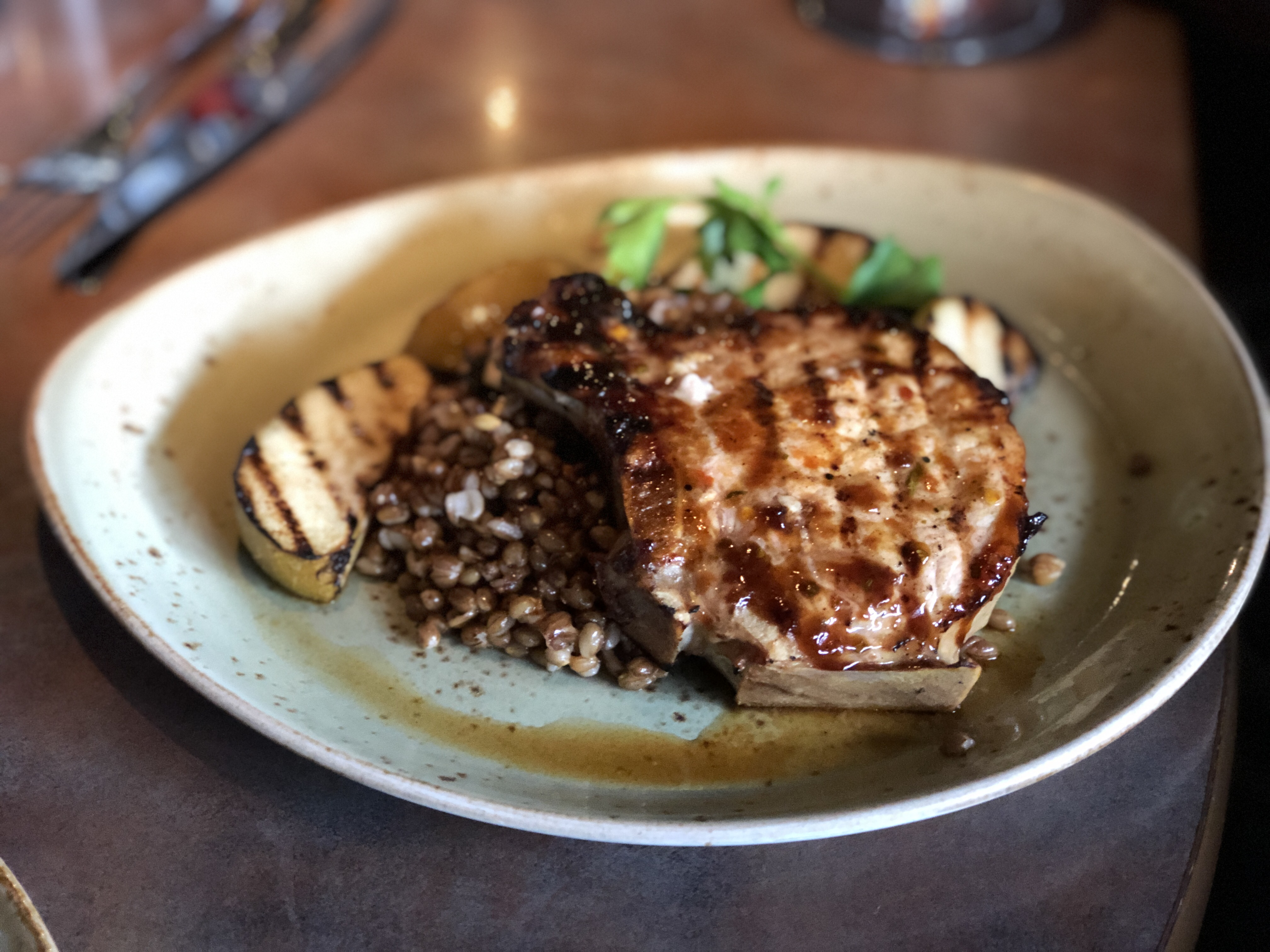
Một món sườn miếng ở Mỹ

Sườn miếng có thể được nấu theo nhiều cách khác nhau, bao gồm nướng (sườn nướng), xào (sườn xào chua ngọt), om, nướng và chiên. Sườn cừu thường được nấu với nhiệt độ khô, nướng hoặc nướng hun khói. Sườn heo và sườn bê được nướng, xào, hoặc om, hoặc tẩm bột và chiên (milan). Ở Nam Phi và Namibia cách nấu sườn truyền thống là nướng chúng ngoài trời trên than lửa, gọi là braaiing. Ở Việt Nam, sườn miếng hay miếng sườn, thông thường chỉ về miếng sườn lợn là rất thông dụng trong món cơm tấm, cơm bụi với một miếng sườn nướng ăn với cơm tấm, chan mỡ hành, dùng với đồ chua và một ít rau.